# Fußball-Regionalliga 2025/26 (Frauen)
Die Saison 2025/26 ist die 22. Spielzeit der Regionalliga als dritthöchste Spielklasse im Frauenfußball.

## Nord
Der erste Spieltag startet am 30. August 2025; der letzte Spieltag wird am 31. Mai 2026 beendet. Anschließend finden die Aufstiegsspiele statt.

### Teilnehmer
Für die Spielzeit 2025/26 qualifizierten sich die folgenden Vereine:
- Absteiger aus der 2. Frauen-Bundesliga 2024/25:
  - keine
- die verbleibenden Mannschaften aus der Regionalliga 2024/25:
  - TSV Barmke
  - ATS Buntentor
  - Werder Bremen II
  - Eimsbütteler TV
  - Hamburger SV II
  - Hannover 96
  - SV Henstedt-Ulzburg
  - Holstein Kiel
  - FC St. Pauli
- die Aufsteiger aus den untergeordneten Ligen 2024/25:
  - SV Hastenbeck (Niedersachsen)
  - SC Victoria Hamburg (Hamburg)
  - SpVg Aurich (Niedersachsen)

## Nordost
Der erste Spieltag startet am 30. August 2025; der letzte Spieltag wird am 31. Mai 2026 beendet. Anschließend finden die Aufstiegsspiele statt.

### Teilnehmer
Für die Spielzeit 2025/26 qualifizierten sich die folgenden Vereine:
- Absteiger aus der 2. Frauen-Bundesliga 2024/25:
  - keine
- die verbleibenden Mannschaften aus der Regionalliga 2024/25:
  - Türkiyemspor Berlin
  - 1. FC Union Berlin II
  - 1. FFC Fortuna Dresden
  - 1. FFV Erfurt
  - Hertha BSC
  - FC Carl Zeiss Jena II
  - RB Leipzig II
  - 1. FC Magdeburg
  - 1. FFC Turbine Potsdam II
  - F.C. Hansa Rostock
- die Aufsteiger aus den untergeordneten Ligen 2024/25:
  - Blau-Weiß Hohen Neuendorf (Berlin)
  - SV Eintracht Leipzig-Süd (Sachsen)

## West
Der erste Spieltag startet am 30. August 2025; der letzte Spieltag wird am 31. Mai 2026 beendet. Anschließend finden die Aufstiegsspiele statt.

### Teilnehmer
Für die Spielzeit 2025/26 qualifizierten sich die folgenden Vereine:
- Absteiger aus der 2. Frauen-Bundesliga 2024/25:
  - FSV Gütersloh 2009
- die verbleibenden Mannschaften aus der Regionalliga 2024/25:
  - Arminia Bielefeld
  - SGS Essen II
  - 1. FC Köln II
  - SC Fortuna Köln
  - Vorwärts Spoho Köln
  - Bayer 04 Leverkusen II
  - DJK Wacker Mecklenbeck
  - Borussia Mönchengladbach II
  - 1. FFC Recklinghausen
  - SSV Rhade
- die Aufsteiger aus den untergeordneten Ligen 2024/25:
  - Borussia Dortmund (Westfalen)
  - GSV Moers (Niederrhein)
  - SV Deutz 05 (Mittelrhein)

## Südwest
Der erste Spieltag startet am 23. August 2025; der letzte Spieltag wird am 31. Mai 2026 beendet. Anschließend finden die Aufstiegsspiele statt.

### Teilnehmer
Für die Spielzeit 2025/26 qualifizierten sich die folgenden Vereine:
- Absteiger aus der 2. Frauen-Bundesliga 2024/25:
  - keine
- die verbleibenden Mannschaften aus der Regionalliga 2024/25:
  - SG 99 Andernach II
  - SC 13 Bad Neuenahr
  - SV Elversberg
  - TuS Issel
  - 1. FFC Montabaur
  - 1. FC Riegelsberg
  - 1. FC Saarbrücken
  - SC Siegelbach
  - SV Ober-Olm
  - VfR Wormatia Worms
- die Aufsteiger aus den untergeordneten Ligen 2024/25:
  - FC Urbar (Rheinland)
  - 1. FSV Mainz 05 II (Südwest)

Der Meister der Verbandsliga im Saarland, der FC Bierbach verzichtete auf den Aufstieg.

## Süd

### Teilnehmer
Für die Spielzeit 2025/26 qualifizierten sich die folgenden Vereine:
- die Absteiger aus der 2. Frauen-Bundesliga 2024/25:
  - SC Freiburg II
  - SV 67 Weinberg
- die verbleibenden Mannschaften der Regionalliga 2024/25:
  - KSV Hessen Kassel (vormals TSV Jahn Calden)[5]
  - Eintracht Frankfurt III
  - TSG 1899 Hoffenheim II
  - Karlsruher SC
  - FFC Wacker München
  - Kickers Offenbach
  - FSV Hessen Wetzlar
  - SC Sand II
- die Aufsteiger aus den untergeordneten Ligen 2024/25:
  - VfL Herrenberg (Baden-Württemberg)
  - SpVgg Greuther Fürth (Bayern)
  - SG Haitz (Hessen)

## Aufstiegsregelung
Der Meister der Regionalliga Süd steigt direkt auf. Die anderen vier Meister spielen in Hin- und Rückspiel die anderen beiden Aufsteiger aus. Im Gegensatz zu den vorherigen Saisons spielt nicht mehr fix Nord gegen Nordost und West gegen Südwest, sondern die Paarungen werden während der Saison gelost. Sollte eine Mannschaft auf den Aufstieg verzichten bzw. eine Zweitvertretung nicht aufsteigen können, weil die erste Mannschaft in der 2. Bundesliga spielt, dann rückt die nächste aufstiegsberechtigte Mannschaft nach.